# Either Way (Zoot Sims e Al Cohn)
Either Way è un album di Zoot Sims e Al Cohn con il vocalist Cecil Collier, registrato  e pubblicato dalla Fred Miles Presents nel 1961, ristampato poi  dalla Zim Records nel 1976. Il disco fu registrato nel febbraio del 1961 a New York City, New York (Stati Uniti).

## Tracce
Lato A
1. P-Town – 5:12 (Al Cohn)
2. I Like It That Way – 2:26 (Max Collie)
3. Sweet Lorraine – 2:26 (Clifford R. Burwell, Mitchell Parish)
4. Autumn Leaves – 4:43 (Joseph Kosma, Johnny Mercer, Jacques Prévert)

Lato B
1. The Thing – 4:55 (Al Cooper)
2. I'm Tellin' Ya – 4:47 (Al Cohn)
3. Nagasaki – 2:29 (Mort Dixon, Harry Warren)
4. Morning Fun – 6:15 (Al Cohn, Zoot Sims)

## Musicisti
- Zoot Sims - sassofono tenore
- Al Cohn - sassofono tenore
- Cecil Collier - voce (brani: A2, A3 e B3)
- Mosé Allison (accreditato come Old Grand Happy) - pianoforte
- Bill Crow - contrabbasso
- Gus Johnson - batteria